# Collegio plurinominale Lombardia - 01 (2017)
Il collegio elettorale plurinominale Lombardia - 01 è stato un collegio elettorale plurinominale della Repubblica Italiana per l'elezione del Senato tra il 2017 ed il 2022.

## Territorio
Come previsto dalla legge elettorale italiana del 2017, il collegio era stato definito tramite decreto legislativo all'interno della circoscrizione Lombardia.
Il collegio comprendeva la zona definita dai tre collegi uninominali Lombardia - 16 (Pavia), Lombardia - 17 (Cremona) e Lombardia - 18 (Mantova).

## Dati elettorali

### XVIII legislatura
Come previsto dalla legge elettorale, 193 senatori erano eletti in 33 collegi plurinominali con ripartizione proporzionale a livello regionale tra le coalizioni e le singole liste che avessero superato la soglia di sbarramento stabilita.
| Liste          | Liste                                       | Proporzionale | Proporzionale | Proporzionale | Maggioritario | Maggioritario | Maggioritario |  |
| Liste          | Liste                                       | Voti          | %             | Seggi         | Voti          | %             | Seggi         |  |
| -------------- | ------------------------------------------- | ------------- | ------------- | ------------- | ------------- | ------------- | ------------- |  |
|                | Lega                                        | 242 747       | 28,48         | 2             | 404 178       | 47,42         | 3             |  |
|                | Forza Italia                                | 120 025       | 14,08         | 1             | 404 178       | 47,42         | 3             |  |
|                | Fratelli d'Italia                           | 34 958        | 4,10          | –             | 404 178       | 47,42         | 3             |  |
|                | Noi con l'Italia – UDC                      | 6 448         | 0,76          | –             | 404 178       | 47,42         | 3             |  |
|                | Partito Democratico                         | 173 883       | 20,40         | 1             | 199 882       | 23,45         | –             |  |
|                | +Europa                                     | 18 778        | 2,20          | –             | 199 882       | 23,45         | –             |  |
|                | Italia Europa Insieme                       | 3 802         | 0,45          | –             | 199 882       | 23,45         | –             |  |
|                | Civica Popolare                             | 3 419         | 0,40          | –             | 199 882       | 23,45         | –             |  |
|                | Movimento 5 Stelle                          | 191 901       | 22,51         | 1             | 191 901       | 22,51         | –             |  |
|                | Liberi e Uguali                             | 23 081        | 2,71          | –             | 23 081        | 2,71          | –             |  |
|                | CasaPound                                   | 10 542        | 1,24          | –             | 10 542        | 1,24          | –             |  |
|                | Italia agli Italiani (FN - MSFT)            | 7 561         | 0,89          | –             | 7 561         | 0,89          | –             |  |
|                | Potere al Popolo!                           | 6 279         | 0,74          | –             | 6 279         | 0,74          | –             |  |
|                | Il Popolo della Famiglia                    | 5 621         | 0,66          | –             | 5 621         | 0,66          | –             |  |
|                | Per una Sinistra Rivoluzionaria (PCL - SCR) | 2 280         | 0,27          | –             | 2 280         | 0,27          | –             |  |
|                | Partito Repubblicano Italiano – ALA         | 1 016         | 0,12          | –             | 1 016         | 0,12          | –             |  |
| Totale         | Totale                                      | 852 341       | 100           | 5             | 852 341       | 100           | 3             |  |
|                |                                             |               |               |               |               |               |               |  |
| Schede bianche | Schede bianche                              | 12 152        | 1,38          |               |               |               |               |  |
| Schede nulle   | Schede nulle                                | 14 895        | 1,69          |               |               |               |               |  |
| Votanti        | Votanti                                     | 879 388       | 75,70         |               |               |               |               |  |
| Elettori       | Elettori                                    | 1 161 650     |               |               |               |               |               |  |

## Eletti

### Eletti maggioritario
Eletti nella coalizione di centro-destra (Lega - FI - FdI - NcI-UDC)
| Collegio uninominale | Eletto | Eletto               | Partito |
| -------------------- | ------ | -------------------- | ------- |
| 16. Pavia            |        | Gian Marco Centinaio | Lega    |
| 17. Cremona          |        | Daniela Santanchè    | FdI     |
| 18. Mantova          |        | Isabella Rauti       | FdI     |

### Eletti proporzionale
| Lega                         | Movimento 5 Stelle | Partito Democratico | Forza Italia       |
| ---------------------------- | ------------------ | ------------------- | ------------------ |
|                              |                    |                     |                    |
| Simone Bossi Luigi Augussori | Danilo Toninelli   | Alan Ferrari        | Giancarlo Serafini |